# Chironomus carolinensis
Chironomus carolinensis är en tvåvingeart som beskrevs av Tokunaga 1964. Chironomus carolinensis ingår i släktet Chironomus och familjen fjädermyggor. Inga underarter finns listade i Catalogue of Life.